# Sounding Glass
Sounding Glass (deutsch schallendes Glas) ist ein deutscher Kurzfilm von Sylvia Schedelbauer aus dem Jahr 2011. In Deutschland feierte der Film am 29. April 2012 bei den Internationalen Kurzfilmtagen in Oberhausen Premiere.

## Handlung
Ein Wald, ein Mann, ein Krieg.

## Kritiken
„Mit Hilfe einiger weniger Bilder aus der Flut von Material, das während des zweiten Weltkriegs aufgenommen wurde, schafft es die Filmemacherin, das unfassbare Trauma des Krieges in eine starke visuelle Erfahrung zu übersetzen. Durch den hoch konzentrierten Gebrauch von Ton und Bild entwickelt ‚Sounding Glass‘ eine Wirkung, wie sie nur das Kino erzielen kann.“

„Die Gewissheit, dass alle und alles einen festen, historischen Platz haben, weicht Unsicherheit und Suche. Stetiger Wechsel zwischen Licht und Dunkel bringt die Geschichte in Bewegung. Flickern verformt und entwickelt damit eine Sogwirkung, die eine Dringlichkeit erzeugt, die den Zweifel nicht ausschließt.“

## Auszeichnungen
Ann Arbor Film Festival 2012
- Gus Van Sant Award for Best Experimental Film

Internationale Kurzfilmtage Oberhausen 2012
- Lobende Erwähnung der Internationalen Jury
- Lobende Erwähnung der Jury des deutschen Wettbewerbs